# Athletic Club 1998-1999
Questa voce raccoglie le informazioni riguardanti l'Athletic Club nelle competizioni ufficiali della stagione 1998-1999.

## Stagione
La squadra, come da politica societaria composta anche in questa stagione interamente da giocatori nati in una delle sette province di Euskal Herria o cresciuti calcisticamente nel vivaio di società basche, chiude la Primera División all'ottavo posto, mentre in Copa del Rey raggiunge gli ottavi di finale dov'è estromesso dal Racing Santander (2-2 e 1-0 il doppio risultato).
L'avventura in Champions League vede l'Athletic eliminare la Dinamo Tblisi nel turno preliminare (sconfitta all'andata in Georgia per 2-1, e vittoria a San Mamés per 1-0), accedendo alla fase a gironi: qui viene eliminato a causa dell'ultimo posto nel proprio gruppo, dietro a Juventus, Galatasaray e Rosenborg.

## Rosa
| N. |                   | Ruolo | Calciatore         |
| -- | ----------------- | ----- | ------------------ |
| 1  | Spagna (bandiera) | P     | Juan José Valencia |
| 4  | Spagna (bandiera) | D     | Rafael Alkorta     |
| 5  | Spagna (bandiera) | D     | Felipe Guréndez    |
| 6  | Spagna (bandiera) | C     | Josu Urrutia       |
| 7  | Spagna (bandiera) | C     | Andoni Imaz        |
| 8  | Spagna (bandiera) | C     | Julen Guerrero     |
| 9  | Spagna (bandiera) | A     | Santiago Ezquerro  |
| 10 | Spagna (bandiera) | D     | Aitor Larrazabal   |
| 11 | Spagna (bandiera) | C     | Jesús María Lacruz |
| 12 | Spagna (bandiera) | D     | Carlos García      |
| 13 | Spagna (bandiera) | P     | Imanol Etxeberria  |
| 14 | Spagna (bandiera) | C     | José Mari          |
| 15 | Spagna (bandiera) | D     | Patxi Ferreira     |

| N. |                   | Ruolo | Calciatore         |
| -- | ----------------- | ----- | ------------------ |
| 16 | Spagna (bandiera) | C     | Txomin Nagore      |
| 17 | Spagna (bandiera) | A     | Joseba Etxeberria  |
| 18 | Spagna (bandiera) | D     | Bittor Alkiza      |
| 19 | Spagna (bandiera) | D     | Mikel Lasa         |
| 20 | Spagna (bandiera) | A     | Ismael Urzaiz      |
| 21 | Spagna (bandiera) | D     | Iñigo Larrainzar   |
| 22 | Spagna (bandiera) | C     | Javi González      |
| 24 | Spagna (bandiera) | D     | Roberto Ríos Patus |
| 25 | Spagna (bandiera) | A     | Bolo               |
| 27 | Spagna (bandiera) | C     | César              |
| 32 | Spagna (bandiera) | C     | Francisco Yeste    |
| 35 | Spagna (bandiera) | C     | Jorge Pérez Sáenz  |

## Statistiche
- 38: Ezquerro
- 37: Im.Etxeberria, Alkiza
- 36: Guerrero, J.Etxeberria, Urzaiz
- 30: Javi González
- 29: Larrazabal, Lacruz
- 28: Carlos García
- 27: Felipe
- 26: Urrutia, Ferreira
- 19: Ríos
- 15: Alkorta, Lasa
- 14: Larrainzar
- 13: Imaz
- 10: José Mari
- 9: Nagore, Jorge Pérez
- 8: Yeste
- 1: Valencia, Bolo, César

- 16: Urzaiz
- 9: Guerrero
- 7: Ezquerro
- 5: J.Etxeberria
- 2: Larrazabal, José Mari, Ferreira
- 1: Alkorta, Felipe, Urrutia, Imaz, Lacruz, Carlos García, Javi González, Ríos